# Tiempos felices
Tiempos felices és una pel·lícula mexicana de comèdia del 2014 dirigida per Luis Javier Henaine. La pel·lícula es va estrenar per primera vegada el 21 d'octubre de 2014 al Festival Internacional de Cinema de Morelia.I posteriorment va ser distribuït per Cinépolis a 31 ciutats de Mèxic el 20 de febrer de 2015. És protagonitzada per Luis Arrieta i Cassandra Ciangherotti.

## Sinopsi
Max (Luis Arrieta) és un nerd i dissenyador que té a Mónica (Cassandra Ciangherotti) com a nòvia, gens espectacular; de fet, és tan molest que el protagonista està fart d’ella però no sap acabar amb la relació perquè quan ho intenta sempre acaba al llit amb ella. Per aquest motiu, Max decideix contractar els serveis d '"Abaddon", una agència especialitzada en acabar amb els festejos amb tècniques poc ortodoxes; no obstant això, ho fan tot més complicat del que sembla.

## Repartiment
- Luis Arrieta - Max Quintana
- Cassandra Ciangherotti - Mónica Villalobos
- Bárbara de Regil - Andrea Villalobos
- Jorge Caballero - Agency Researcher
- Fernando Becerril - Señor Villalobos
- Roger Cudney - Dr. Guillermo Murray
- Fernando Gaviria - Mamado
- Iván Arana - Rigo
- Veronica Falcón - Tía de Mónica